# 叶精二
叶 精二（かのう せいじ）は、日本の映像研究家、東京造形大学 特任教授。
亜細亜大学・早稲田大学・大正大学・東京工学院・女子美術大学講師。朝日カルチャーセンター 新宿教室 講師。高畑勲・宮崎駿作品研究所代表。

## 人物
- アニメーション作品全般、特に宮崎駿、高畑勲、大塚康生、森康二、大工原章、近藤喜文、小田部羊一、奥山玲子らの関わった作品、東映動画初期の長編研究、スタジオジブリ作品研究を中心に活動している。
- ディズニー、ピクサー、イルミネーション、カートゥーン・サルーンほかアメリカ、フランス、イギリス、アイルランドなどの海外スタジオ制作による長編・短編作品・作家の研究、ストップモーション・アニメーションの取材・批評・解説なども多数担当している。
- 講演・上映会・トークイベント・司会なども多数。

## 来歴
1990年代から高畑勲・宮崎駿作品研究所名義で同人誌を多数発行。
1997年、『「もののけ姫」を読み解く』のメインライターとして注目を集め、『「ホーホケキョ となりの山田くん」を読み解く!?』（1999年）『「千と千尋の神隠し」を読む40の目』（2001年）など多くの特集誌・雑誌・書籍に寄稿。
2002年より亜細亜大学講師として講義「アニメーションの世界」を担当する。
2007年より東京工学院･テクノスカレッジ アニメーション科で講義「アニメーション概論1」「アニメーション概論2」を担当する。
2013年より朝日新聞社の報道サイトWEBRONZA（現 論座）のライターとして連載や取材記事を担当する。
2014年より2017年まで、早稲田大学･文化構想学部 表象・メディア論系／文化研究科で講義「アニメ・マンガ論」を担当する。
2016年より大正大学･人文学科で講義を担当。
2016年より東京アニメアワードフェスティバル コンペディション部門作品上映のモデレーターを担当する。
2016年より三鷹の森ジブリ美術館「アニメーション文化調査研究活動助成制度」選考委員。
2019年、「高畑勲展  日本のアニメーションに遺したもの」展示アドバイザー、図録執筆、記念講演を担当する。
2020年より女子美術大学・芸術学部で講義「色彩文化概論」を担当する。
2022年より東京造形大学・アニメーション専攻領域で講義を担当。
2023年4月より、東京造形大学・アニメーション専攻領域の特任教授に就任。
2023年5月、大塚康生著『道楽もの雑記帖』の編集・構成・執筆を担当。
2024年10月、大塚康生著『道楽もの交遊記』の編集・構成・執筆を担当。
2025年4月、『パンダコパンダ ファンブック』の編集・構成・執筆を担当。
2025年5月、「大塚康生展 道楽ものおもちゃ箱」（東京造形大学 CSギャラリー）の企画・主催・ギャラリートークなどを担当する。
2025年7月、「高畑勲展 日本のアニメーションを作った男。」展示アドバイザー・図録執筆、トークショーを担当する。
2025年8月、『フィルムメーカーズ25 高畑勲』の責任編集・執筆を担当。
著書に『宮崎駿全書』「『アナと雪の女王』の光と影」『日本のアニメーションを築いた人々 新版』、共著に『王と鳥 スタジオジブリの原点』などがある。
大塚康生著『作画汗まみれ 増補改訂版』（2001年 徳間書店）では考証、『作画汗まみれ 改訂最新版』（2013年 文藝春秋）では構成・考証・編集協力を担当する。
沖浦啓之・押井守 ほか著『人狼 JIN-ROH 沖浦啓之絵コンテ集』（2018年 復刊ドットコム）では企画・編集協力・取材構成を担当した。

## 著作
- 日本のアニメーションを築いた人々（2004年 若草書房）
- 日本のアニメーションを築いた人々 新版（2019年 復刊ドットコム）
- 宮崎駿全書（2006年 フィルムアート社）
- 『アナと雪の女王』の光と影（2014年 七つ森書館）

## 編著
- ルパン三世PART1絵コンテ集「TV 1st series」秘蔵資料コレクション（2021年 双葉社）編・著
- 道楽もの雑記帖（2023年 玄光社）-大塚康生 著、編集・構成
- 道楽もの交遊記（2024年 玄光社）-大塚康生 著、編集・構成
- パンダコパンダ ファンブック　（2025年 玄光社）編集・構成
- フィルムメーカーズ25 高畑勲（2025年 オムロ）責任編集

## 共著
- 王と鳥 スタジオジブリの原点（2006年 大月書店） - 高畑勲、大塚康生、藤本一勇との共著
- 粘菌 ～驚くべき生命力の謎～（2007年 誠文堂新光社） - 寄稿
- マンガで探検! アニメーションのひみつ1（2017年 大月書店） - 編著、大塚康生 監修
- マンガで探検! アニメーションのひみつ2（2017年 大月書店） - 編著、大塚康生 監修
- マンガで探検! アニメーションのひみつ3（2017年 大月書店） - 編著、大塚康生 監修
- 高畑勲展  日本のアニメーションに遺したもの図録（2019年 東京国立近代美術館） - 全作品解説
- 太陽の王子 ホルスの大冒険と東映長編まんが映画の世界（2023年 双葉社）-解説文・協力
- 危機の時代に読み解く『風の谷のナウシカ』（2023年 徳間書店）-共著
- 高畑勲展 日本のアニメーションを作った男。図録（2025年 NHKプロモーション） - 執筆